# Schwimmeuropameisterschaften 1987
Die 18. Schwimmeuropameisterschaften fanden vom 16. August bis 23. August 1987 in Straßburg statt und wurden von der Ligue Européenne de Natation (LEN) veranstaltet.
Die Schwimmeuropameisterschaften 1987 beinhalteten Wettbewerbe im Schwimmen, Kunst- und Turmspringen, Synchronschwimmen sowie die beiden Wasserballturniere. Die Schwimmhalle im Stadtteil Schiltigheim sowie die Freibäder in den Stadtteilen Wacken, Kibitzenau und Bischwiller wurden für die Wettkämpfe genutzt.

## Beckenschwimmen

### Ergebnisse Männer
| Wettbewerb                 | Gold                                            | Gold     | Silber                                          | Silber   | Bronze                                          | Bronze   |
| -------------------------- | ----------------------------------------------- | -------- | ----------------------------------------------- | -------- | ----------------------------------------------- | -------- |
| 50 m Freistil              | Jörg Woithe Deutsche Demokratische Republik     | 22.66    | Gennadi Prigoda Sowjetunion                     | 22.73    | Stefan Volery Schweiz                           | 22.75    |
| 100 m Freistil             | Sven Lodziewski Deutsche Demokratische Republik | 49.79    | Stéphan Caron Frankreich                        | 49.88    | Dirk Richter Deutsche Demokratische Republik    | 50.35    |
| 200 m Freistil             | Anders Holmertz Schweden                        | 1:48.44  | Giorgio Lamberti Italien                        | 1:48.68  | Michael Groß BR Deutschland                     | 1:49.02  |
| 400 m Freistil             | Uwe Dassler Deutsche Demokratische Republik     | 3:48.95  | Rainer Henkel BR Deutschland                    | 3:49.28  | Thomas Fahrner BR Deutschland                   | 3:49.82  |
| 1500 m Freistil            | Rainer Henkel BR Deutschland                    | 15:02.23 | Uwe Dassler Deutsche Demokratische Republik     | 15:02.30 | Stefan Pfeiffer BR Deutschland                  | 15:03.06 |
| 100 m Rücken               | Sergei Sabolotnow Sowjetunion                   | 56.06    | Frank Baltrusch Deutsche Demokratische Republik | 56.40    | Frank Hoffmeister BR Deutschland                | 56.71    |
| 200 m Rücken               | Sergei Sabolotnow Sowjetunion                   | 1:59.35  | Igor Poljanski Sowjetunion                      | 1:59.37  | Frank Baltrusch Deutsche Demokratische Republik | 2:00.22  |
| 100 m Brust                | Adrian Moorhouse Großbritannien                 | 1:02.13  | Dmitri Wolkow Sowjetunion                       | 1:02.43  | Gianni Minervini Italien                        | 1:02.66  |
| 200 m Brust                | József Szabó Ungarn                             | 2:13.87  | Sergei Sokolowski Sowjetunion                   | 2:14.97  | Adrian Moorhouse Großbritannien                 | 2:15.78  |
| 100 m Schmetterling        | Andy Jameson Großbritannien                     | 53.62    | Michael Groß BR Deutschland                     | 53.76    | Benny Nielsen Dänemark                          | 54.08    |
| 200 m Schmetterling        | Michael Groß BR Deutschland                     | 1:57.59  | Benny Nielsen Dänemark                          | 1:57.74  | Wadym Jaroschtschuk Sowjetunion                 | 1:58.51  |
| 200 m Lagen                | Tamás Darnyi Ungarn                             | 2:00.56  | Wadym Jaroschtschuk Sowjetunion                 | 2:01.67  | Raik Hannemann Deutsche Demokratische Republik  | 2:02.30  |
| 400 m Lagen                | Tamás Darnyi Ungarn                             | 4:15.42  | József Szabó Ungarn                             | 4:18.30  | Patrick Kühl Deutsche Demokratische Republik    | 4:18.67  |
| 4 × 100 m Freistil Staffel | Deutsche Demokratische Republik                 | 3:19.17  | BR Deutschland                                  | 3:20.51  | Sowjetunion                                     | 3:21.14  |
| 4 × 200 m Freistil Staffel | BR Deutschland                                  | 7:13.10  | Deutsche Demokratische Republik                 | 7:14.27  | Schweden                                        | 7:21.31  |
| 4 × 100 m Lagen Staffel    | Sowjetunion                                     | 3:41.51  | Vereinigtes Königreich                          | 3:42.01  | Deutsche Demokratische Republik                 | 3:43.90  |

### Ergebnisse Frauen
| Wettbewerb                 | Gold                                            | Gold    | Silber                                             | Silber  | Bronze                                             | Bronze  |
| -------------------------- | ----------------------------------------------- | ------- | -------------------------------------------------- | ------- | -------------------------------------------------- | ------- |
| 50 m Freistil              | Tamara Costache Rumänien                        | 25.50   | Katrin Meißner Deutsche Demokratische Republik     | 25.65   | Christiane Pielke BR Deutschland                   | 25.88   |
| 100 m Freistil             | Kristin Otto Deutsche Demokratische Republik    | 55.38   | Manuela Stellmach Deutsche Demokratische Republik  | 55.49   | Tamara Costache Rumänien                           | 56.11   |
| 200 m Freistil             | Heike Friedrich Deutsche Demokratische Republik | 1:58.24 | Manuela Stellmach Deutsche Demokratische Republik  | 1:58.95 | Luminița Dobrescu Rumänien                         | 2:00.87 |
| 400 m Freistil             | Heike Friedrich Deutsche Demokratische Republik | 4:06.39 | Astrid Strauß Deutsche Demokratische Republik      | 4:07.71 | Stela Pura Rumänien                                | 4:09.65 |
| 800 m Freistil             | Anke Möhring Deutsche Demokratische Republik    | 8:19.53 | Astrid Strauß Deutsche Demokratische Republik      | 8:32.24 | Judith Csabai Ungarn                               | 8:37.71 |
| 100 m Rücken               | Kristin Otto Deutsche Demokratische Republik    | 1:01.86 | Svenja Schlicht BR Deutschland                     | 1:02.21 | Kathrin Zimmermann Deutsche Demokratische Republik | 1:02.55 |
| 200 m Rücken               | Cornelia Sirch Deutsche Demokratische Republik  | 2:10.20 | Kathrin Zimmermann Deutsche Demokratische Republik | 2:12.23 | Svenja Schlicht BR Deutschland                     | 2:12.72 |
| 100 m Brust                | Silke Hörner Deutsche Demokratische Republik    | 1:07.91 | Manuela Dalla Valle Italien                        | 1:09.66 | Sylvia Gerasch Deutsche Demokratische Republik     | 1:09.83 |
| 200 m Brust                | Silke Hörner Deutsche Demokratische Republik    | 2:27.49 | Ingrid Lempereur Belgien                           | 2:29.79 | Swetlana Kusmina Sowjetunion                       | 2:29.88 |
| 100 m Schmetterling        | Kristin Otto Deutsche Demokratische Republik    | 59.52   | Birte Weigang Deutsche Demokratische Republik      | 59.59   | Catherine Plewinski Frankreich                     | 59.83   |
| 200 m Schmetterling        | Kathleen Nord Deutsche Demokratische Republik   | 2:08.85 | Birte Weigang Deutsche Demokratische Republik      | 2:09.60 | Stela Pura Rumänien                                | 2:11.56 |
| 200 m Lagen                | Cornelia Sirch Deutsche Demokratische Republik  | 2:15.04 | Daniela Hunger Deutsche Demokratische Republik     | 2:15.27 | Noemi Lung Rumänien                                | 2:15.84 |
| 400 m Lagen                | Noemi Lung Rumänien                             | 4:40.21 | Jelena Dendeberowa Sowjetunion                     | 4:42.62 | Kathleen Nord Deutsche Demokratische Republik      | 4:44.09 |
| 4 × 100 m Freistil Staffel | Deutsche Demokratische Republik                 | 3:42.58 | Niederlande                                        | 3:45.93 | BR Deutschland                                     | 3:46.49 |
| 4 × 200 m Freistil Staffel | Deutsche Demokratische Republik                 | 7:55.47 | Rumänien                                           | 8:09.15 | BR Deutschland                                     | 8:09.89 |
| 4 × 100 m Lagen Staffel    | Deutsche Demokratische Republik                 | 4:04.05 | Italien                                            | 4:10.04 | BR Deutschland                                     | 4:10.92 |

## Kunst- und Turmspringen

### Ergebnisse Männer
| Wettbewerb | Gold                            | Silber                                     | Bronze                             |
| ---------- | ------------------------------- | ------------------------------------------ | ---------------------------------- |
| 3 m        | Albin Killat Deutschland        | Niki Stajković Österreich                  | Alexander Gladtschenko Sowjetunion |
| 10 m       | Giorgi Tschogowadse Sowjetunion | Jan Hempel Deutsche Demokratische Republik | Arsen Dzhavadian Sowjetunion       |

### Ergebnisse Frauen
| Wettbewerb | Gold                          | Silber                               | Bronze                                       |
| ---------- | ----------------------------- | ------------------------------------ | -------------------------------------------- |
| 3 m        | Daphne Jongejans Niederlande  | Marina Babkowa Sowjetunion           | Brita Baldus Deutsche Demokratische Republik |
| 10 m       | Jelena Miroschina Sowjetunion | Anschela Stassjulewitsch Sowjetunion | Silke Abicht Deutsche Demokratische Republik |

## Synchronschwimmen
| Wettbewerb | Gold                                     | Silber                          | Bronze                                   |
| ---------- | ---------------------------------------- | ------------------------------- | ---------------------------------------- |
| Einzel     | Muriel Hermine Frankreich                | Alexandra Worisch Österreich    | Karin Singer Schweiz                     |
| Duett      | Muriel Hermine Karine Schuler Frankreich | Edith Boss Karin Singer Schweiz | Irina Chukova Tatyana Titova Sowjetunion |
| Gruppe     | Frankreich                               | Sowjetunion                     | Schweiz                                  |

## Wasserball

### Ergebnisse Männer
| Wettbewerb | Gold        | Silber      | Bronze  |
| ---------- | ----------- | ----------- | ------- |
| Mannschaft | Sowjetunion | Jugoslawien | Italien |

### Ergebnisse Frauen
| Wettbewerb | Gold        | Silber | Bronze     |
| ---------- | ----------- | ------ | ---------- |
| Mannschaft | Niederlande | Ungarn | Frankreich |